# Judo
Judô(pt-BR) ou judo(pt-PT?) (柔道, Jūdō, caminho suave, ou caminho da suavidade) é uma arte marcial japonesa, praticada como esporte de combate e fundada por Jigoro Kano em 1882. Os seus principais objetivos são fortalecer o físico, a mente e o espírito de forma integrada, além de desenvolver técnicas de defesa pessoal.
O Judô teve uma grande aceitação em todo o mundo, pois Kano conseguiu reunir a essência dos principais estilos e escolas de jujitsu, arte marcial praticada pelos "bushi", ou cavaleiros durante o período Kamakura (1185–1333), a outras artes de luta praticadas no Oriente e fundi-las numa única e básica. O Judô foi considerado desporto oficial no Japão nos finais do século XIX e a polícia nipônica introduziu-o nos seus treinos. O primeiro clube judoca na Europa foi o londrino Budokway (1918).
A vestimenta utilizada nessa modalidade é o judogi e que, com a faixa (obi), formam o equipamento necessário à sua prática. O judogi que é composto pelo casaco (Wagi), pela calça (Shitabaki) e também pela faixa, o judogi pode ser branco ou azul, sendo o último utilizado para facilitar as arbitragens em campeonatos e na identificação dos atletas durante as transmissões de televisão (TV).
Com milhares de praticantes e federações espalhados pelo mundo, o Judô se tornou um dos esportes mais praticados, representando um nicho de mercado fiel e bem definido. Não restringindo seus adeptos a homens com vigor físico e estendendo seus ensinamentos para mulheres, crianças, idosos e pessoas com necessidades especiais, o Judô teve um aumento significativo no número de praticantes.
Sua técnica utiliza basicamente a força e equilíbrio do oponente contra ele. Palavras ditas por mestre Kano para definir a luta: "arte em que se usa ao máximo a força física e espiritual". A vitória, ainda segundo seu mestre fundador, representa um fortalecimento espiritual.

## História
O Judô é uma arte marcial esportiva. Foi criado no Japão, em 1882, pelo professor Jigoro Kano. Ao criar esta arte marcial, Kano tinha como objetivo criar uma técnica de defesa pessoal, além de desenvolver o físico, espírito e mente. Esta arte marcial chegou ao Brasil no ano de 1922, em pleno período da imigração japonesa no país. O judô foi incluído nas Olimpíadas em 1972, após ter sido disputado em 1964, em Tóquio, por ser o esporte mais popular do país-sede.

### Decadência e renascimento doJu-Jutsu
Em 1864, o Comodoro Matthew Calbraith Perry, comandante de uma expedição naval americana, obrigou o Japão a abrir seus portos ao mundo com o tratado "Comércio, Paz e Amizade". Abrindo seus portos para o ocidente, surgiu na Terra do Sol Nascente uma tremenda transformação político-social, denominada Era Meiji ou "Renascença Japonesa", promovido pelo imperador Matsuhito Meiji (1868-1912). Anteriormente, o imperador exercia sobre o povo influência e poderes espirituais, porém com a "Renascença Japonesa" ele passou a ser o comandante de fato da Terra das Cerejeiras.
Nessa dinâmica época de transformações e inovações radicais, os nipônicos ficaram ávidos por modernizar-se e adquirir a cultura ocidental. Tudo aquilo que era tradicional ficou um pouco esquecido, ou melhor, quase que totalmente renegado. Os mestres do jujutsu perderam as suas posições oficiais e viram-se forçados a procurar emprego em outros lugares. Muitos se voltaram então para a luta e exibição feitas.
A ordem proibindo os samurais de usar espadas em 1876 assinalou um declínio em todas as artes marciais, e com o jujutsu não foi uma exceção.
Tempos depois existiu uma onda contrária às inovações radicais. Havia terminado a onda chamada febre ocidental. O jujutsu foi recolocado na sua posição de arte marcial, tendo o seu valor reconhecido, principalmente pela polícia e pela marinha. Apesar de sua indiscutível eficiência para a defesa pessoal, o antigo jujutsu não podia ser considerado um esporte, muito menos ser praticado como tal. As regras não eram tratadas pedagogicamente, ou mesmo padronizadas. Os professores ensinavam às crianças os denominados golpes mortais e os traumatizantes e perigosos golpes baixos genitais. Sendo assim, quase sempre, os alunos menos experientes faixas brancas se machucavam seriamente. Valendo-se de sua superioridade física, os maiores chegavam a espancar os menores e mais fracos. Tudo isso fazia com que o jujutsu gozasse de uma certa impopularidade, especialmente entre as pessoas mais esclarecidas.

### Nascimento

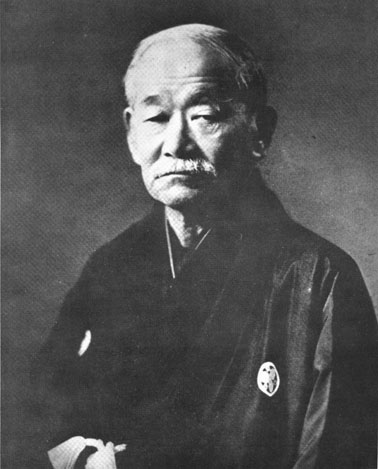
Jigoro Kano

Um jovem que na adolescência se sentia inferiorizado sempre que precisava desprender muita energia física para resolver um problema, resolveu modificar o tradicional jiu-jitsu, unificando os diferentes sistemas, transformando-o em um veículo de educação física.

Caracteres japoneses para judô em Kanji.

Pessoa de alta cultura geral, ele era um esforçado praticante de jiu-jitsu. Procurando encontrar explicações científicas aos golpes, baseados em leis de dinâmica, ação e reação, selecionou e classificou as melhores técnicas dos vários sistemas de jujútsu, juntamente com os imigrantes japoneses dando ênfase principalmente no ataque aos pontos vitais (ver: Kyusho-jitsu) e nas lutas de solo do estilo Tenshin-Shinyo-Ryu e nos golpes de projeção do estilo Kito-Ryu. Inseriu princípios básicos como os do equilíbrio, da gravidade e do sistema de alavancas nas execuções dos movimentos lógicos.
Estabeleceu normas a fim de tornar a aprendizagem mais fácil e racional. Idealizou regras para um confronto desportivo, baseado no espírito do ippon-shobu (luta pelo ponto completo). Procurou demonstrar que o jujutsu aprimorado, além de sua utilização para defesa pessoal, poderia oferecer aos praticantes, extraordinárias oportunidades para superar as próprias limitações do ser humano.
Jigoro Kano tentou dar maior expressão à lenda de origem do estilo Yoshin-Ryu (Escola do Coração de Salgueiro), que se baseava no princípio de "ceder para vencer", utilizando a não resistência para controlar, desequilibrar e vencer o adversário com o mínimo de esforço. Em um combate, o praticante tinha como o único objetivo a vitória. No entender de Kano, isso era totalmente errado. Uma atividade física deveria servir, em primeiro lugar, para a educação global dos praticantes. Os cultores profissionais do jujutsu não aceitavam tal concepção. Para eles, o verdadeiro espírito do jujutsu era o shin-ken-shobu (vencer ou morrer, lutar até a morte).
Pelas suas ideias, Jigoro Kano era desafiado e desacatado insistentemente pelos educadores da época, mas não mediu esforços para idealizar o novo jujutsu, diferente, mais completo, mais eficaz, muito mais objetivo e racional, denominado de Judo. Chamando o seu novo sistema de Judo, ele pretendeu elevar o termo "jutsu" (arte ou prática) para "do", ou seja, para caminho ou via, dando a entender que não se tratava apenas de mudança de nomes, mas que o seu novo sistema repousava sobre uma fundamentação filosófica.
Em fevereiro de 1882, no templo de Eishoji de Kita Inaritcho, bairro de Shimoya em Tóquio, Jigoro Kano inaugura sua primeira escola de Judo, denominada Kodokan (Instituto do Caminho da Fraternidade), já que "Ko" significa fraternidade, irmandade; "Do" significa caminho, via; e "Kan", instituto.

### No Brasil

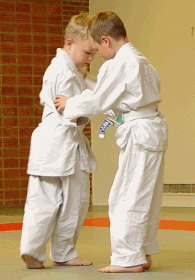
Via de regra, crianças a partir dos cinco anos podem participar do treino de judô.

No fim da década de 1910 e no início da década seguinte, Takaharu (ou Takaji) Saigo, 4° dan de Judô, ensinava a arte na cidade de São Paulo, em sua academia localizada na Rua Brigadeiro Luís Antônio. Em 1922 e 1923, ele chegou a fazer demonstrações da arte perante personalidades políticas e militares da época e teve alunos tanto japoneses quanto não japoneses. Diz-se que Takaharu Saigo era neto de Takamori Saigo, um dos homens mais importantes da Restauração Meiji no Japão.
Mitsuyo Maeda, também conhecido Conde Koma, fez sua primeira apresentação em Porto Alegre. Partiu para as demonstrações pelos estados do Rio de Janeiro e São Paulo, transferindo-se depois para o Pará em outubro de 1925, onde popularizou seus conhecimentos dessa arte. Outros mestres também faziam exibições e aceitavam desafios em locais públicos. Mas foi um início difícil para um esporte que viria a se tornar tão difundido. Essa ida do Conde Koma para o estado do Pará, resultaria em seu contato com Gastão Gracie, dono de circo local. Este contato do Mestre japonês com o Clã Gracie e com Luiz França, outro de seus alunos, originaria num futuro próximo o desenvolvimento do Jiu-jitsu brasileiro.
Um dos primeiros torneios de judô foi realizado no dia 1 de maio de 1931 na cidade de Araçatuba, estado de São Paulo. Organizado por Yuzo Abematsu, 4º dan e ex-professor de judô da Escola Superior de Agronomia de Kagoshima, da Segunda Escola de Ensino Médio e do Batalhão da Polícia do Exército do Japão, o torneio incluiu lutas contra boxe e luta greco-romana.
O judô no Brasil passou a ser organizado e largamente difundido a partir de agosto de 1933, com a fundação da Hakkoku Jûkendô Renmei, a Federação de Judô e Kendô do Brasil, por ocasião do 25º aniversário da imigração japonesa ao Brasil. Do lado do judô, foram membros fundadores as seguintes personalidades: Katsutoshi Naito, Tatsuo Okochi, Teruo Sakata,Zensaku Yoshida e Shigueto Yamasaki.
Nessa época, além dos quatro mestres supracitados, o judô no Brasil contava também com o mestre Tomiyo Tomikawa e com Shigejiro Fukuoka, mestre de jujutsu tradicional. Estes seis mestres eram os principais expoentes do judô na época, dentro do âmbito da Hakkoku Jûkendô Renmei.
Um fator relevante na história do judô foi a chegada ao país de um grupo de nipônicos em 1938. Tinham como líder o professor Ryuzo Ogawa e fundaram a Academia Ogawa, com o objetivo de aprimorar a cultura física, moral e espiritual, por meio do esporte do quimono. Apesar de Ryuzo Ogawa ser um mestre de jujutsu tradicional, chamou de Judô a arte marcial que lecionava quando este nome se popularizou. Portanto, ensinava um estilo que não era exatamente o Kodokan Judo, o que não diminui sua enorme contribuição ao começo do Judô no Brasil. Daí por diante disseminaram-se a cultura e os ensinamentos do mestre Jigoro Kano e em 18 de março de 1969 era fundada a Confederação Brasileira de Judô, sendo reconhecida por decreto em 1972. Hoje em dia o judô é ensinado em academias desportivas e clubes e reconhecido como um esporte saudável que não está relacionado à violência. Esse processo culminou com a grande oferta de bons lutadores brasileiros atualmente (ver: lista de judocas do Brasil), tendo conseguido diversos títulos internacionais.
É o esporte individual brasileiro que mais conseguiu medalhas olímpicas.

### Academia Terazaki
Réplica do primeiro templo de judô do Japão, o Kodokan, a Academia Terazaki, ou Clube Recreativo de Suzano Judô Terazaki, é a primeira academia de Judô da América e começou a ser construída no ano de 1937 por Tokuzo Terazaki, que idealizava difundir os ensinamentos do judô. A conclusão foi em 1952 e na construção contou com o apoio de muitas pessoas ligadas à colônia e até do Japão. A academia fica localizada na cidade de Suzano, região Metropolitana de São Paulo.
Tokuzo Terazaki, ou mestre Terazaki, como é conhecido por seus discípulos, nasceu em 16 de agosto de 1906 em uma aldeia chamada Tominami, entre as cidade de Sihinjo e Yamagata, no Japão. Filho do sr. Tsuruki e D. Shingue, foi o terceiro filho.
Depois de terminar o curso primário, foi para a cidade de Yamagata onde matriculou-se na escola agrícola. Logo depois migrou para Tóquio, onde trabalhava na indústria Kubota de Ferro. Nas horas de folga treinava na academia do sr. Torakiti, Masateru Futakawa, onde aprendeu ju-jutsu com os fundadores do estilo.
Mais tarde no Kodokan, sob a instrução do mestre Mifune conseguiu título de graduado. Atualmente, as aulas na academia Terazaki são ministradas pelo sensei Celso Tochiaki Kano, que foi aluno do mestre Terazaki e segue os passos.
Em 1928, mestre Terazaki casou-se com D. Kiyoe, tendo como padrinho o professor Futakawa. Kiyoe trabalhava na Kanebo, uma empresa de tecelagem e fiação, que mais tarde Terazaki conheceu o presidente por meio da esposa e quando este iniciou a exploração na região da Amazônia, Terazaki colaborou na convocação de voluntários para a imigração. Além de convocar, decidiu participar da imigração chegando em Belém do Pará, em 1929. Sua chegada, marcada pela epidemia de malária e o poço em que utilizavam para estava infestado de amebas. Na época, dezenas de pessoas morreram, incluindo Teruko, a filha de Terazaki.
Em 1933, da ligação que teve com Katsutoshi Naito em Tóquio no Kodokan, veio a influência da vinda a Suzano, onde após quatro anos na Amazônia, chega a cidade, onde atua no cultivo de morangos na plantação de Naito.
Enquanto atuava na agricultura, crescia a fama de sua técnica como judoca e frequentemente era convidado a ensinar a arte marcial em Suzano. Em 1934, após um ano de trabalho na plantação de Naito, Terazaki compra um terreno no Bairro da Vila Urupês, em Suzano, onde abriu uma academia de judô e também fazia atendimento a todos os casos de fratura óssea e técnica ortopédica em geral de forma voluntária.
Após a II Guerra Mundial, foi organizada uma associação de graduados em judô. O presidente foi Katsutoshi Naito e Terazaki era vice. Com o aumento de adeptos veio a seguir a necessidade de organizar a Federação Nacional de Judô.
Das demonstrações da modalidade a Marinha veio a introdução da modalidade no exército. Na mesma época com o apoio de seus discípulos, amigos, iniciou-se campanha para angariar recursos para a construção da academia. Os resultados São discípulos como Professor kodansha 6° Dan Paulo Graça o único negro na época a praticar e compor a equipe terasaki de judô fundou o Clube Rodoviário de Judô em 1958 onde ministra aulas até hoje na cidade de Jacareí dando continuidade aos ensinamentos de seu sensei tokuzo terasaki e mesmo se orgulha por nunca ter perdido muitos outros abriram academias por Estados brasileiros como Rio de Janeiro. Pelos trabalhos prestados a Polícia Militar do Estado do Rio de Janeiro, a Academia Militar das Agulhas Negras e a policia rodoviária recebeu várias condecorações. Em 1958 recebeu título de cidadão suzanense.

## Os três princípios
Os princípios que inspiraram Jigoro Kano quando da idealização do judô foram os três seguintes:
- Princípio da Máxima Eficiência (Seiryoku Zen’Yo).
- Princípio da Prosperidade e Benefícios Mútuos (Jita Kyoei).
- Princípio da Suavidade (Ju).

## Graduações
Os judocas são classificados em duas graduações: kyu e dan.
As promoções no judô baseiam-se em exames que incidem sobre requisitos tais como: duração de tempo de treino, idade, caráter moral, execução das técnicas especificadas nos regulamentos e comportamento em competições. No caso de promoção de kyu (classificação), faixa branca a marrom, é outorgada pela associação/academia. No caso de promoção das graduações de 1.º dan até 5.º dan são realizadas pela banca examinadora da Liga ou Federação Estadual, as outras graduações superiores pela Confederação Nacional.
Os praticantes de judô se classificam em dois grandes grupos — kyu (iniciantes) e dan (peritos) —, subdivididos, respectivamente, em seis e dez graduações, e identificados por faixas coloridas (Obi) que usam na cintura. Para os kyu a ordem de graduação é decrescente e as faixas têm cores branca (6.°), amarela (4.°), verde (3.°),roxa ou azul (2.°) e marrom (1.°). A numeração dos dan cresce de acordo com o seu valor: 1.° a 5.°, faixa-preta; 6.° a 8, vermelha e branca,rajada; 9.° e 10.°, faixa vermelha. Fonte:Barsa
As faixas vão na ordem de:
1. Branca 2. Cinza 3. Azul 4. Amarela 5. Laranja 6. Verde 7. Roxa 8. Marrom 9. Preta 10. Branca/Vermelha.
Ao total são 10 faixas
Graduações kyu
Há oito graus de kyu (seis em Portugal), os quais se distinguem pelas cores das faixas:
| 00 KYU.  | Mukyu.               | Faixa Branca. (+)        |
| 07º KYU. | Nanakyu ou ShichiKyo | Faixa Cinza. — (*)       |
| 06º KYU. | Rokukyu.             | Faixa Azul. — (**)       |
| 05º KYU. | Gokyu.               | Faixa Amarela. (++)      |
| 04º KYU. | Yonkyu. ou Shikyu.   | Faixa Laranja./ Abóbora. |
| 03º KYU. | Sankyu.              | Faixa Verde.             |
| 02º KYU. | Nikyu.               | Faixa Roxa.              |
| 01º KYU. | Ikyu.                | Faixa Marrom. (*+)       |

- Observações
  - (+) Todo judoca inicia no judô nesta faixa
  - (*) Apenas para pessoas com menos de 15 anos de idade
  - (**) Segunda faixa para os judocas com mais de 15 anos de idade
  - (++) Quarta faixa para os judocas com menos de 15 anos de idade
  - (*+) Última (sétima ou oitava) faixa para o judoca

| Branca      |
| Amarela     |
| Azul Escura |
| Laranja     |
| Verde       |
| Marrom      |
| Preta       |

| Branca  |
| Amarela |
| Laranja |
| Verde   |
| Azul    |
| Marrom  |
| Preta   |

| Branca  |
| Cinza   |
| Azul    |
| Amarela |
| Laranja |
| Verde   |
| Roxa    |
| Marrom  |
| Preta   |

### Graduações dan
As graduações de dan avançam de modo crescente, ao contrario das graduações kyu, indo do 1º dan (shoudan) ao 10º dan (juudan). Esses graus se diferenciam pelas seguintes cores das faixas:
| 1º DAN  | Shoudan ou Ichidan   | Faixa Preta             |
| 2º DAN  | Nidan                | Faixa Preta             |
| 3º DAN  | Sandan               | Faixa Preta             |
| 4º DAN  | Yondan ou Shidan     | Faixa Preta             |
| 5º DAN  | Godan                | Faixa Preta             |
| 6º DAN  | Rokudan              | Faixa Vermelha e Branca |
| 7º DAN  | Nanadan ou Shichidan | Faixa Vermelha e Branca |
| 8º DAN  | Hachidan             | Faixa Vermelha e Branca |
| 9º DAN  | Kyuudan ou Kudan     | Faixa Vermelha          |
| 10º DAN | Juudan               | Faixa Vermelha          |

### Pontuação
O objetivo é conseguir ganhar a luta valendo-se dos seguintes pontos:
- Wazari - Meio ponto. Dois wazari valem um ippon e termina o combate logo após o segundo wazari. Um wazari é um ippon que não foi realizado com perfeição. Também ganha wazari se conseguir imobilizar o oponente por 10 a 19 segundos;
- Ippon - Ponto completo. O nocaute do judô, finaliza o combate no momento deste golpe. Um ippon realiza-se quando o oponente cai com as costas no chão, ao término de um movimento perfeito, quando é finalizado por um estrangulamento ou chave de articulação, ou quando é imobilizado por 20 segundos.

#### Penalizações
- Shido  - Infrações leves de regras são penalizadas com shido. É tratado como um aviso.

- Hansoku-Make  - Uma violação de regras séria resulta em um hansoku-make resultando na desqualificação do competidor penalizado. Hansoku-make também é dado pela acumulação de três shidos.

No fim da luta, se a mesma estiver empatada em pontuações, vence quem tiver a maior pontuação. A quantidade de shido não interfere, durante o tempo regulamentar, na definição da vitória, a menos que um atleta receba três shido.
Se a luta estiver no golden score (devido a empate), o primeiro a receber três shido perde, ou o primeiro a fazer um ponto, vence.
Antes havia dois níveis de penalização entre o shido e o hansoku-make: chui, equivalente a um yuko e keikoku, equivalente a um wazari.

## Formas de saudação (Rei)
A prática do judô é regida por cortesia, respeito e amabilidade. A saudação é o expoente máximo dessas virtudes sociais. Através dela expressamos um respeito profundo aos nossos companheiros. No judô, há duas formas de expressarmos: tati-rei ou ritsu-rei (quando em pé) e za-rei (quando de joelhos). Esta última é conhecida por saudação de cerimônia. Efetua-se as seguintes saudações:
Tachi-rei ou Ritsu-rei
Ao entrar no dojô bem como ao sair;
Quando subir no tatami para cumprimentar o professor ou seu ajudante;
Ao iniciar um treino com um companheiro, assim como ao terminá-lo.
Za-rei
Ao iniciar, bem como ao terminar o treinamento;
Em casos especiais, por exemplo, antes e depois dos KATA;
Ao iniciar um treino no solo com o companheiro, bem como ao terminá-lo.

## Técnicas
Na aplicação de waza (técnicas), tori é quem aplica a técnica e uke é aquele em que a técnica é aplicada. As técnicas do judô classificam-se em:
| Técnica                      | Descrição                             |
| ---------------------------- | ------------------------------------- |
| Nage-Waza                    | técnicas em pé                        |
| Te-Waza                      | técnicas de mãos                      |
| Tachi-Waza                   | técnicas em pé                        |
| Koshi-Waza                   | técnicas de quadril                   |
| Ashi-Waza                    | técnicas de perna                     |
| Sutemi-Waza                  | técnicas de sacrifício                |
| Mae-sutemi-Waza              | técnicas de sacrifício para frente    |
| Yoko-sutemi-Waza             | técnicas de sacrifício para o lado    |
| Katame-Waza                  | técnicas de domínio no solo           |
| Ossaekomi-Waza ou Ossae-Waza | técnicas de imobilização              |
| Shime-Waza                   | técnicas de estrangulamento           |
| Kansetsu-Waza                | técnicas de luxação ou chave de braço |
| Atemi-Waza                   | técnicas de ataque nos pontos vitais  |

## Exercícios básicos
No judô cada professor pode estabelecer o seu sistema de exercício, o plano geral de treinamento é o seguinte:
Taiso
Exercício de aquecimento, visa aquecer e tornar o corpo mais flexível, desenvolvendo também a musculatura.
Ukemi-No-Waza
Técnicas de amortecimento de queda (rolamentos).
Uchikomi ou Butsukari
Treinamento de entradas de técnicas de projeção.
Dando-Geiko
Treinamento sombra, também conhecido como Segundo-tenente "sombra". É o equivalente ao Chromium (entrada de golpes) porém sem parceiro.
Nane-Ai (pronuncia-se ague ai)
Projeções alternadas. Treinamento em duplas, alternadamente cada um projeta (derruba) o companheiro de treino.
Kakari-Geiko (pronuncia-se kakari gueiko)
Treinamento defensivo. Nesse tipo de treinamento um dos componentes da dupla é designado a defender e o outro a atacar.
Yaku-Soku-Geiko (pronuncia-se yaku soku gueiko)
Projeções livres com movimentação. Treinamento com muita movimentação e projeção sem defesa ou disputa de pegada.
Randori (乱取り)
Treino livre, "simula" ou reproduz o "Shiai" (competição), pelo qual a aplicação das técnicas é praticada contra um parceiro, atacando e defendendo, a diferença básica é que ocorre de forma mais "solta" mais "livre" que nas competições propriamente ditas.
Shiai
Competição. Exige muita habilidade técnica, tática, preparação física e mental. Atualmente as competições de alto nível envolvem a participação de diversos profissionais, não somente mais de um "Sensei", entre eles: preparador físico (geralmente especialista em fisiologia do exercício e/ou treinamento esportivo) nutricionista, fisioterapeutas, psicólogos, entre outros. As técnicas já dominadas no randori devem ser aplicadas sob um determinado conjunto de regras, sujeitas à pontuações que devem ser avaliadas por três árbitros (um central mais dois laterais).

## Kata
São conjuntos de técnicas de níveis fundamentais a avançados, sendo métodos de estudo especial, para transmitir as técnicas, o espírito e a finalidade do judô.
São eles: Nage-no-kata, Katame-no-kata, Kime-no-kata, Ju-no-kata, Koshiki-no-kata, Itsutsu-no-kata, Seiryoku-zenko-kokumin-taiiku-no-kata e Kodokan goshin-jutsu.
Recentemente, foi criado um kata específico para judocas iniciantes, o Kodomo-no-Kata.

### Nage-no-kata
É o primeiro kata do judô; compõe-se de quinze projeções divididas em cinco grupos de técnicas:
| Te-Waza          | Uki-otoshi      | Seoi-nage            | Kata-guruma     |
| Koshi-waza       | Uki-goshi       | Harai-goshi          | Tsurikomi-goshi |
| Ashi-waza        | Okuriashi-harai | Sasae-tsurikomi-ashi | Uchimata        |
| Ma-sutemi-waza   | Tomoe-nage      | Ura-nage             | Sumi-gaeshi     |
| Yoko-sutemi-waza | Yoko-gake       | Yoko-guruma          | Uki-waza        |

## Ideologias e espíritos
- Quem teme perder já está vencido.[19]
- Somente se aproxima da perfeição quem a procura com constância, sabedoria e, sobretudo, humildade.
- Quando verificares com tristeza que não sabes nada, terás feito teu primeiro progresso no aprendizado.
- Nunca te orgulhes de haver vencido a um adversário, ao que venceste hoje poderá derrotar-te amanhã. A única vitória que perdura é a que se conquista sobre a própria ignorância.
- O judoca não se aperfeiçoa para lutar, luta para se aperfeiçoar.
- Conhecer-se é dominar-se, dominar-se é triunfar.
- O judoca é o que possui inteligência para compreender aquilo que lhe ensinam e paciência para ensinar o que aprendeu aos seus semelhantes.
- Saber cada dia um pouco mais e usá-lo todos os dias para o bem, esse é o caminho dos verdadeiros judocas.
- Praticar Judô é educar a mente a pensar com velocidade e exatidão, bem como o corpo obedecer com justeza.
- O corpo é uma arma cuja eficiência depende da precisão com que se usa a inteligência.

## Cinco fundamentos
- →Shinsei (postura)

Existem dois tipos de postura no judô
Shizentai, que é a postura natural do corpo e Jigotai, que é a postura defensiva
- → Shintai (movimentação)

Ayumi-ashi, andando normalmente.
Suri-ashi, andando arrastando os pés.
Tsugi-ashi (apenas em kata), que anda-se colocando um pé a frente e arrastando o outro, sem ultrapassar o primeiro.
- → Tai-sabaki (deslocamento de corpo / tai = corpo; sabaki = deslocamento)

Pode ser: Mae-sabaki (para frente), Ushiro-sabaki (para trás) ou Yoko-sabaki (para os lados)
- → Kumi-Kata (pegadas, formas de pegar)

Existem inúmeros tipos de pegadas, sendo apenas proibida a pegada por dentro da manga e por dentro da barra da calça.
A pegada pode ser feita no eri (gola), sode (manga) e, desde que haja o desequilíbrio do adversário ou o adversário esteja fazendo a pegada cruzada (manga e gola do mesmo lado), no chitabaki(calça).
Pode ser de direita (migui) ou de esquerda (hidari). Variando entre canhotos e destros, embora para algumas projeções se use a pegada de lado contrário ao qual se vai atacar.
- → Ukemi (amortecimento de quedas)

Os "rolamentos" são fundamentais para a segurança do praticante, a física explica: estas técnicas "dissipam" a energia cinética que, se fosse transferida na sua totalidade para os órgãos internos, poderia causar prejuízo à saúde.
Os ukemis são :Zenpo kaiten Ukemi   → Zenpo ( rolamento) kaiten ( rotação) , logo ukemi que você rola e gira.
Ushiro ukemi → Ushiro ( para trás) , logo ukemi para trás.
Mae ukemi → Mae ( para frente) , logo ukemi para frente.
Yoko ukemi → Yoko ( para o lado) , logo ukemi para o lado.

## Fases da projeção
- 1º Kuzushi (desequilíbrio)[20]
- 2º Tsukuri (encaixe)
- 3º Kake (finalização)